# لوسيفرية

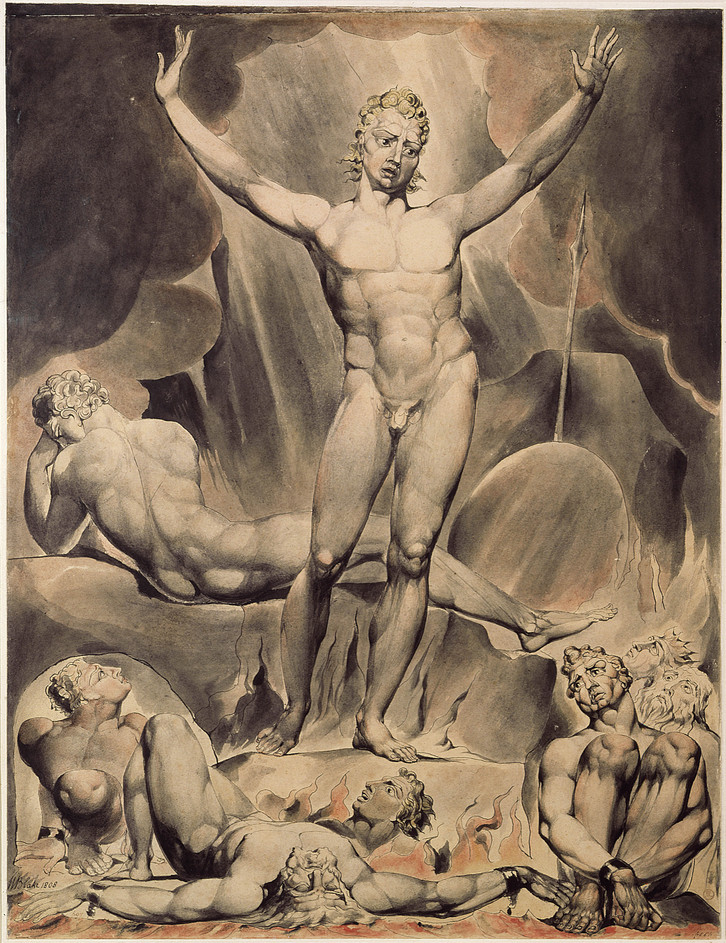
رسمة تظهر لوسيفر في الفردوس المفقود

لوسيفرية هو مصطلح يشير إلى نظام اعتقاد يشمل كل من المؤمن والملحد، وبالتالي، فهو يتأثر بمعتقدات مختلفة. فالبعض يراه كدين، والبعض الآخر كفلسفة أو أسلوب حياة. في اللوسيفرية ككل لا يوجد دوغما معينة. وبدلا من ذلك، هناك الكثير من المعتقدات الشخصية والعديد من المتغيرات، التي تتراوح ما بين العبادة الحرفية للألوهية، حتى سلسلة من المبادئ العلمانية التي تستخدم مرجعيات أسطورية كشكل من أشكال الرمزية والتقاليد الثقافية.